# Чорли, Генри
Генри Фотергилл Чорли (англ. Henry Fothergill Chorley; 15 декабря 1808 — 16 февраля 1872) — английский литератор и критик. Брат библиографа Джона Раттера Чорли.
Младший из четырёх сыновей деревенского кузнеца из Ланкашира. Рано оставшись без отца, оказался с семьёй в Ливерпуле. Некоторое время учился в общественной школе под патронатом Королевского института, работал продавцом в торговых лавках, занимался самообразованием. В самом начале 1830-х гг. брал уроки музыки у только что обосновавшегося в Ливерпуле Якоба Цойгера, во многом сформировавшего его консервативный музыкальный вкус.
С 1830 г. начал публиковаться как журналист в журнале «Атенеум», в дальнейшем на протяжении многих лет, вплоть до 1868 г., был его постоянным культурным обозревателем и рецензентом: подсчитано, что он отрецензировал для журнала не менее 2500 книг, много писал также об оперных спектаклях, выставках и т. д. Одновременно в 1850—1851 гг. редактировал журнал для женщин Ladies' Companion.
Музыкальные обзоры Чорли легли в основу его книги «Музыкальные воспоминания за тридцать лет» (англ. Thirty Years' Musical Recollections; 1862) — расположенные в хронологическом порядке отчёты о лондонских оперных постановках 1830—1859 гг. Несколько книг Чорли возникли в результате его постоянного взаимодействия с музыкальной жизнью на континенте — начиная с «Музыки и нравов во Франции и Германии» (англ. Music and Manners in France and Germany; 1841), где подробно обсуждалась Парижская опера и деятельность Феликса Мендельсона. Отдельную книгу Чорли посвятил творчеству Георга Фридриха Генделя (англ. Handel Studies; 1859).
Как либреттист Чорли написал текст для кантаты У. С. Беннета «Королева мая (Пастораль)» (1858), первой оперы Артура Салливана «Сапфировое ожерелье» (1863—1864) и ряда других хоровых и сценических сочинений того же времени. Несколько оперных либретто (например, для «Диноры» Джакомо Мейербера) и текстов песен он перевёл на английский язык. Чорли также представил перевод либретто оперы Шарля Гуно «Фауст» для лондонской премьеры 1863 года, однако исполнители двух важнейших партий, Симс Ривз и Чарльз Сэнтли, заявили, что этот текст невозможно петь, и театр вынужден был заказать новый перевод, о чём побоялись сообщить Чорли вплоть до самого спектакля. Чорли не стал писать о премьере вовсе, опубликовав вместо этого отзыв на последний из заявленной серии спектаклей и отметив в отзыве, среди прочего, что исполнение понесло серьёзный ущерб от плохо переведённого текста, — затем выяснилось, что этот последний спектакль не состоялся вовсе. В итоге сам Гуно усвоил чрезвычайно ироническое отношение к Чорли, вылившееся в итоге в сатирическую пьесу — музыкальный портрет Чорли; к моменту публикации пьесы, однако, Чорли уже умер, и Гуно переименовал пьесу в «Похоронный марш марионетки».
Помимо текстов для музыки Чорли написал пьесы «Старая любовь и новое счастье» (англ. Old Love and New Fortune; 1850) и «Герцогиня Элеонора» (англ. Duchess Eleanour; 1854), опубликовал несколько книг беллетристики — эта часть его наследия не пользовалась существенным успехом. Он также много выступал с лекциями (одна из которых вызвала одобрительное письмо Чарльза Диккенса от 1 марта 1862 г., в котором выступление Чорли охарактеризовано как «замечательное сочетание эрудиции, мастерства, точности, сжатости, здравого смысла и хорошего вкуса»).
Чорли был дружен со многими крупными музыкальными фигурами Европы — в том числе с Полиной Виардо, через которую был знаком с И. С. Тургеневым; в одном из писем к Чорли (1849) содержится любопытная характеристика Тургеневым Теккерея.